# Pachymorpha staeli
Pachymorpha staeli är en insektsart som först beskrevs av Brunner von Wattenwyl 1893.  Pachymorpha staeli ingår i släktet Pachymorpha och familjen Diapheromeridae. Inga underarter finns listade i Catalogue of Life.